# Billy Crawford

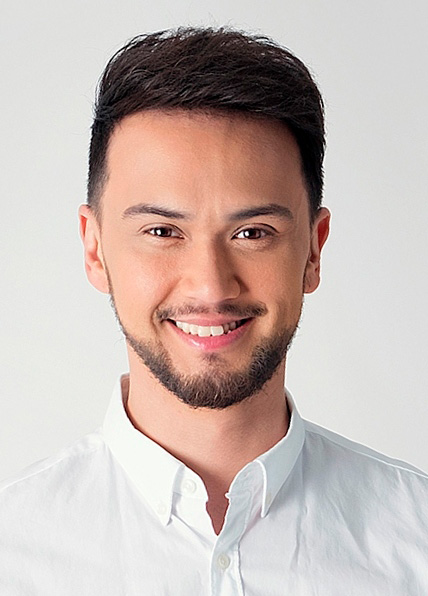
Billy Crawford (2018)

Billy Joe Crawford (* 16. Mai 1982 in Manila, Philippinen) ist ein philippinischer Sänger, Tänzer, Produzent, Songwriter und Schauspieler bei V2 Music.

## Karriere
Crawford singt Soul, R’n’B und Pop und orientiert sich stark an Vorbildern wie Michael Jackson.
Entdeckt wurde sein Talent im Alter von zwei Jahren, als er auf einem Bowlingtisch anfing zu tanzen. Daraufhin bekam er einige Rollen in philippinischen Werbesendungen, später in lustigen oder tragischen Filmen, in denen er „immer den Sohn spielte“. Als er dann im Alter von elf Jahren zu seinem texanischen Vater zog, endete seine Popularität abrupt. Da ihm langweilig wurde, trat er bei einem Talentwettbewerb auf und gewann. Seine heutige Produzentin und seine Managerin nahmen ihn mit nach New York und bekamen bei V2 einen Vertrag für ihn.
Sein erstes Album erschien, als er 16 Jahre alt war. Sein Markenzeichen waren damals die langen Haare. Das Album Billy Crawford nennt er heute Hanson on crack.
2002 erschien in neuem Look und Sound das zweite Album namens Ride, das außer in Frankreich weniger erfolgreich war. Die vorher erschienene Single Trackin’ war ein großer Erfolg (Platz 5 in Frankreich und der Schweiz) und machte ihn auch in Deutschland bekannt. Von 2003 bis 2004 lebte er vorwiegend in Paris bei seiner Verlobten Lorie, einer französischen Popsängerin, von der er sich im Sommer 2004 trennte, und produziert nur für Frankreich und mittlerweile auch für Großbritannien. 
Der größte Preis, den er bisher gewann, war wohl der Energy Award 2002 als Bester männlicher Sänger. 2004 erschien dort auch sein drittes Album Big City.

## Diskografie

### Studioalben
| Jahr | Titel    | Höchstplatzierung, Gesamtwochen, AuszeichnungChartplatzierungen (Jahr, Titel, Platzierungen, Wochen, Auszeichnungen, Anmerkungen) | Höchstplatzierung, Gesamtwochen, AuszeichnungChartplatzierungen (Jahr, Titel, Platzierungen, Wochen, Auszeichnungen, Anmerkungen) | Höchstplatzierung, Gesamtwochen, AuszeichnungChartplatzierungen (Jahr, Titel, Platzierungen, Wochen, Auszeichnungen, Anmerkungen) | Höchstplatzierung, Gesamtwochen, AuszeichnungChartplatzierungen (Jahr, Titel, Platzierungen, Wochen, Auszeichnungen, Anmerkungen) | Höchstplatzierung, Gesamtwochen, AuszeichnungChartplatzierungen (Jahr, Titel, Platzierungen, Wochen, Auszeichnungen, Anmerkungen) | Anmerkungen                          |
| Jahr | Titel    | DE | AT | CH | UK | FR | Anmerkungen                          |
| ---- | -------- | --- | --- | --- | --- | --- | ------------------------------------ |
| 2002 | Ride     | DE73 (3 Wo.)DE | — | CH17 (31 Wo.)CH | — | FR7 Platin · (58 Wo.)FR | Erstveröffentlichung: April 2002     |
| 2004 | Big City | — | — | CH84 (2 Wo.)CH | — | FR12 (18 Wo.)FR | Erstveröffentlichung: September 2004 |

Weitere Alben
- 1999: Billy Crawford
- 2007: It's Time
- 2009: Groove
- 2013: Sky is the Limit

### Singles
| Jahr | Titel Album                              | Höchstplatzierung, Gesamtwochen, AuszeichnungChartplatzierungen (Jahr, Titel, Album, Platzierungen, Wochen, Auszeichnungen, Anmerkungen) | Höchstplatzierung, Gesamtwochen, AuszeichnungChartplatzierungen (Jahr, Titel, Album, Platzierungen, Wochen, Auszeichnungen, Anmerkungen) | Höchstplatzierung, Gesamtwochen, AuszeichnungChartplatzierungen (Jahr, Titel, Album, Platzierungen, Wochen, Auszeichnungen, Anmerkungen) | Höchstplatzierung, Gesamtwochen, AuszeichnungChartplatzierungen (Jahr, Titel, Album, Platzierungen, Wochen, Auszeichnungen, Anmerkungen) | Höchstplatzierung, Gesamtwochen, AuszeichnungChartplatzierungen (Jahr, Titel, Album, Platzierungen, Wochen, Auszeichnungen, Anmerkungen) | Anmerkungen                          |
| Jahr | Titel Album                              | DE | AT | CH | UK | FR | Anmerkungen                          |
| ---- | ---------------------------------------- | --- | --- | --- | --- | --- | ------------------------------------ |
| 1998 | Urgently in Love Billy Crawford          | DE94 (2 Wo.)DE | — | — | UK48 (2 Wo.)UK | FR64 (7 Wo.)FR | Erstveröffentlichung: August 1998    |
| 1999 | Mary Lopez Billy Crawford                | — | — | — | UK82 (1 Wo.)UK | — | Erstveröffentlichung: Februar 1999   |
| 2001 | Trackin’ Ride                            | DE23 (13 Wo.)DE | AT55 (10 Wo.)AT | CH5 (28 Wo.)CH | UK32 (2 Wo.)UK | FR5 Platin · (30 Wo.)FR | Erstveröffentlichung: Oktober 2001   |
| 2002 | When You Think About Me Ride             | DE48 (9 Wo.)DE | — | CH24 (21 Wo.)CH | — | FR14 Gold · (23 Wo.)FR | Erstveröffentlichung: April 2002     |
| 2002 | You Didn’t Expect That Ride              | DE82 (3 Wo.)DE | — | CH23 (20 Wo.)CH | UK35 (2 Wo.)UK | FR6 Gold · (23 Wo.)FR | Erstveröffentlichung: Oktober 2002   |
| 2003 | Me passer de toi (Someone Like You) Ride | — | — | CH28 (11 Wo.)CH | — | FR11 (14 Wo.)FR | Erstveröffentlichung: März 2003      |
| 2004 | Bright Lights Big City                   | — | — | CH46 (6 Wo.)CH | — | FR12 (22 Wo.)FR | Erstveröffentlichung: September 2004 |
| 2005 | Steamy Nights Big City                   | — | — | — | — | FR42 (9 Wo.)FR | Erstveröffentlichung: Februar 2005   |

Weitere Singles
- 1999: Pokemon Theme
- 1999: Supernatural
- 2001: When You're in Love with Someone
- 2007: It's Time
- 2007: Like That
- 2009: Steal Away
- 2009: Human Nature
- 2010: You've Got a Friend (feat. Nikki Gil)

### Videoalben
- 2003: The Story of Billy Crawford (FR: ×2Doppelplatin )

## Auszeichnungen für Musikverkäufe
| Goldene Schallplatte - Belgien - 2002: für die Single Trackin’ - Philippinen - 2010: für das Album Groove |

Anmerkung: Auszeichnungen in Ländern aus den Charttabellen bzw. Chartboxen sind in ebendiesen zu finden.
| Land/RegionAuszeichnungen für Musikverkäufe (Land/Region, Auszeichnungen, Verkäufe, Quellen) | Gold     | Platin     | Verkäufe  | Quellen         |
| -------------------------------------------------------------------------------------------- | -------- | ---------- | --------- | --------------- |
| Belgien (BRMA)                                                                               | Gold1    | —          | 25.000    | ultratop.be     |
| Frankreich (SNEP)                                                                            | 2× Gold2 | 4× Platin4 | 1.340.000 | snepmusique.com |
| Philippinen (PARI)                                                                           | Gold1    | —          | 7.500     | pari.com.ph     |
| Insgesamt                                                                                    | 4× Gold4 | 4× Platin4 |           |                 |